# آرثر إس. دوغلاس
آرثر إس. دوغلاس (بالإنجليزية: Arthur S. Douglas)‏ هو رسام أمريكي، ولد في 11 يوليو 1860، وتوفي في 1949 في بروفيدنس في الولايات المتحدة.